# If—

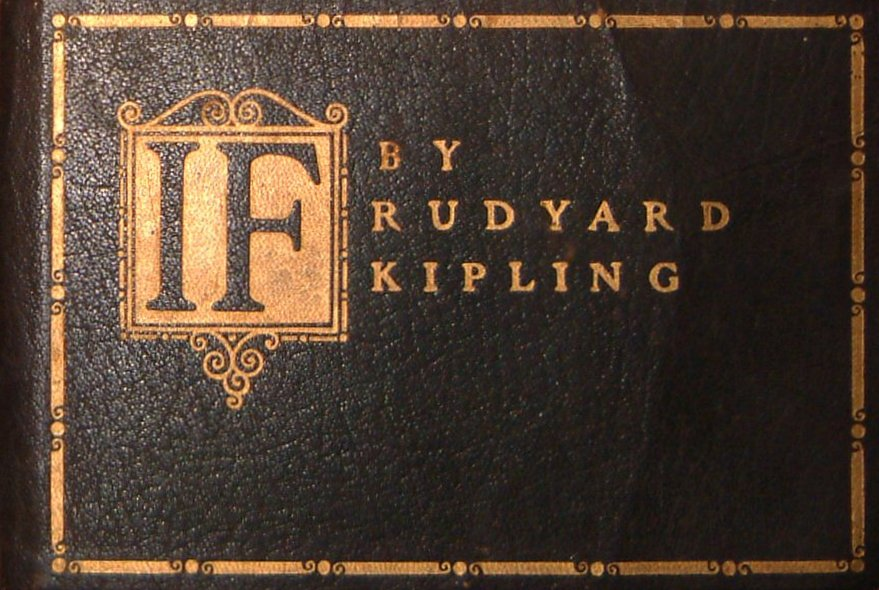
Speciale druk van If— door Kiplings Amerikaanse uitgever Doubleday Page and Company, Garden City, New York, 1910.

If— (ook bekend onder de titel If, zonder gedachtestreep) is een gedicht van Rudyard Kipling. Hij schreef een eerste schets in 1895, maar herschreef het in 1909. De eerste publicatie staat in Rewards and Fairies uit 1910, een verzameling korte kinderverhalen met elk een gedicht ter inleiding of als afsluiting. Het zevende avontuur Brother Square-Toes, een verhaal over het leiderschap van de Amerikaanse president George Washington, sluit af met If—.

## Inspiratie
Kipling, eerste Britse winnaar van de Nobelprijs voor de Literatuur in 1907, werd naar eigen zeggen geïnspireerd door de berichten over de "heldendaden" van Dr Leander Starr Jameson in Zuid-Afrika. Jameson leidde op 29 december 1895 een militaire actie die bekend zou worden als de Jameson Raid, een inval van circa 500 Britten in Transvaal. De Britse pers schilderde Jameson ondanks een nederlaag af als een held, het was immers slechts een poging tot een staatsgreep door Cecil Rhodes, een zakenman in diamantmijnen die later zijn naam gaf aan Rhodesië. De bloederige gebeurtenissen vormden een belangrijke opstap naar de Tweede Boerenoorlog die zou uitbreken in oktober 1899. Het was het begin van het einde voor Transvaal en de Oranje Vrijstaat.
De laatste woorden van het gedicht, you’ll be a Man, my son, laten geen misverstand bestaan over een andere, persoonlijke drijfveer. De schrijver had een zoon, maar heeft hem niet volwassen mogen zien worden. John Kipling stierf in september 1915 aan het front in de Slag bij Loos in Frankrijk. Hij was 18 jaar.

## Het gedicht
If –

If you can keep your head when all about you
Are losing theirs and blaming it on you;
If you can trust yourself when all men doubt you,
But make allowance for their doubting too;
If you can wait and not be tired by waiting,
Or being lied about, don't deal in lies,
Or being hated, don't give way to hating,
And yet don't look too good, nor talk too wise;

If you can dream - and not make dreams your master;
If you can think - and not make thoughts your aim,
If you can meet with Triumph and Disaster
And treat those two impostors just the same;
If you can bear to hear the truth you've spoken
Twisted by knaves to make a trap for fools,
Or watch the things you gave your life to, broken,
And stoop and build 'em up with worn-out tools;

If you can make one heap of all your winnings
And risk it on one turn of pitch-and-toss,
And lose, and start again at your beginnings
And never breathe a word about your loss;
If you can force your heart and nerve and sinew
To serve your turn long after they are gone,
And so hold on when there is nothing in you
Except the Will which says to them: 'Hold on!'

If you can talk with crowds and keep your virtue,
Or walk with Kings - nor lose the common touch,
If neither foes nor loving friends can hurt you,
If all men count with you, but none too much;
If you can fill the unforgiving minute
With sixty seconds' worth of distance run,
Yours is the Earth and everything that's in it,
And - which is more - you'll be a Man, my son!

## Inhoud
If you can keep your head when all about you
Are losing theirs and blaming it on you
De eerste regel dient soms als de titel om het gedicht te onderscheiden van het alledaagse woordje. De tweede regel wordt gezien als een verwijzing naar het "moedig" en "discreet" stilzwijgen van Jameson in de periode na de mislukte aanval. Met zijn gebrek aan verweer nam hij alle schuld op zich, waarna de publieke opinie hem de zondebok maakte en de Britse regering buiten schot bleef.
Het citaat houdt op midden in de zin. Alle 32 regels vormen een aaneenschakeling van voorwaarden, you kan niets fout doen. Het gedicht is een opsomming van deugden die een goed leider zou moeten hebben, een populair thema in Victoriaanse tijden. Elk van de vier coupletten begint met het woord "als" of "mits" en stelt een nieuwe conditie, evenals negen andere regels, stellig als de standaard if-constructie in computertalen en onverbiddelijk als het iff-woord uit de logica, maar de laatste regels bieden een beloning:
If you can fill the unforgiving minute
With sixty seconds’ worth of distance run,
Yours is the Earth and everything that’s in it,
And—which is more—you’ll be a Man, my son!
De onvergeeflijke minuut, de onvermurwbare tijd, wordt waardevol door iedere seconde waardevol te besteden. De woorden zijn uitgegroeid tot een zegswijze in het Engelse taalgebied. "The unforgiving minute" is ook de titel van een biografie van Kipling door Harry Ricketts. Het is ook de titel van de autobiografie van  de Australische atleet Ron Clarke, die in 1965 wereldrecords liep op de 5000, 10000 en 20000 meter distance run.

## Invloed
Het gedicht werd al gauw immens populair en is "reprinted in more anthologies than any other", herdrukt in meer bloemlezingen dan enig ander: een wereldrecord. Het is zonder twijfel het meest bekende gedicht van de gelauwerde schrijver. De auteur zelf betwijfelde echter of het ook gelezen werd, want het werd volgens hem in zijn autobiografie Something of Myself uit 1937 voornamelijk "printed as cards to hang up in offices and bedrooms; illuminated text-wise and anthologised to weariness", op karton gedrukt om in kantoren en slaapkamers op te hangen, tekstueel verlicht en tot vermoeiens toe bloemgelezen. Twee regels uit het tweede couplet zijn zelfs vereeuwigd in steen boven de ingang van het Centre Court van Wimbledon als waarschuwing aan wie de strijd aangaat om de allerhoogste eer in de wereld van tennis:
If you can meet with Triumph and Disaster
And treat those two imposters just the same
Deze inscriptie komt even in beeld in de film Strangers on a Train van Alfred Hitchcock uit 1951. Diverse films bevatten verwijzingen naar het gedicht. In Apocalypse Now van Francis Ford Coppola uit 1979 worden de eerste drie regels geciteerd door de journalist (een rol van Dennis Hopper).
De Amerikaanse schrijfster Ayn Rand was bijzonder gesteld op het gedicht. De richtlijnen weerspiegelden haar filosofie van het objectivisme. In plaats van toespraken werden op haar begrafenis in 1982 de versregels voorgedragen. De spreker was David Kelley, onder de toehoorders bevond zich Alan Greenspan.
De kritiek was ook niet mals. T.S. Eliot gebruikte het vers om het verschil te duiden tussen een versje en een gedicht, tussen rijmelarij en ware poëzie. Ook George Orwell had er in zijn schrijven over Kipling weinig goede woorden voor over. Hij was een groot bewonderaar van Kiplings werk maar nog groter bestrijder van hetgeen waar Kipling en zijn imperialistische tijd voor stonden.
In een opiniepeiling door de BBC in 1995 bleef If— "the Nation's Favourite Poem", het favoriete gedicht van Groot-Brittannië.
Het gedicht vormde tevens de basis voor het gelijknamige nummer op Shine, het laatste studio-album van de Canadese singer-songwriter Joni Mitchell. Sommige zinnen van het gedicht van Kipling nam Mitchell direct over, andere werden enigszins aangepast of ingekort.

## Vertaling
Het gedicht werd in talloze talen vertaald, "seven-and-twenty tongues" weet Kipling. Het zullen er sinds 1937 niet minder geworden zijn.
Enkele vertalingen zijn:
- Indien in het Nederlands door J.M. de Vries de Waal.[8]
- Als, in het Nederlands door Karel Jonckheere.
- Si, in het Frans door André Maurois in 1918.[9]
- Tu seras un homme, mon fils, in het Frans door Jules Castier in 1949.
- Si..., in het Spaans door Río Gallegos in 2003, op muziek gezet door Miguel Guerrero.[10]
- Se, in het Portugees door Féliz Bermudes.
- Se, in het Portugees door Guilherme de Almeida.
- Se, in het Italiaans door Dario Fonti.
- Wenn, in het Duits door Anja Hauptmann, kleindochter van Gerhart Hauptmann.[11]
- Ha..., in het Hongaars door Dezső Kosztolányi (1885-1936).[12]
- Ha, in het Hongaars door Devecseri Gábor (1917-1971).
- Když, in het Tsjechisch door Otokar Jan Fischer (1883-1938).[13]
- Keď, in het Slowaaks door Ľubomír Feldek.
- Ako..., in het Servisch door Ivo Andrić, winnaar van de Nobelprijs voor de Literatuur in 1961.
- Заповедь, in het Russisch door Mikhail Lozinsky (М. Лозинский, 1886-1955).[14]
- Adam Olmak, in het Turks door Bülent Ecevit.
- A Kae Ywaet, in het Birmees door Aung San Suu Kyi, winnaar van de Nobelprijs voor de Vrede in 1991.
- אם, in het Hebreeuws.[15]
- Se..., in Esperanto door Valentin Melnikov in 2000.[16]

## Bewerking
Ook het aantal parodieën is moeilijk te schatten. Sir Ernest Shackleton, een persoonlijke vriend van Kipling, schreef tijdens zijn laatste reis naar Antarctica in 1921 een variatie, If you can stand the Quest and all her antics, op een stuk karton, dat nu wordt bewaard in het National Maritime Museum. Een andere bijzondere versie werd geschreven door A.L.S., een anonieme boekhouder van een vliegtuigenfabriek in 1943. Het is een eerbetoon aan de Britse belastingbetaler die sinds '39 tientallen miljoenen ponden had gereserveerd voor de ontwikkeling van de Spitfire en andere wapens, en de oproep om nog even vol te houden:
If you can keep your book and all that 's in it,
Nor seek repayment till the fight is won,
Peace shall be yours, for you will help to win it—
And what is more, I know you can, my son!
In 2006 werd John Derbyshire, journalist voor het Amerikaanse National Review, geïnspireerd door het nieuws dat Osama bin Laden zijn zoon Saad naar Libanon had gezonden om voor Hezbollah te vechten. De raadgevingen in zijn If— (you want to be a true jihadi) vormen dan ook een scherp contrast met het origineel.
If you can fill each precious living minute
With sixty seconds' worth of evil done,
Yours is heaven, and all the virgins in it,
And then you’ll be a real jihadi, son!
Terzijde vermeldt hij dat Kipling de vorm van zijn gedicht zou hebben ontleend aan de laatste drie stanzas van het gedicht The Undertaking van John Donne.